# 4493 Naitomitsu
4493 Naitomitsu este un asteroid din centura principală, descoperit pe 14 octombrie 1988, de Takuo Kojima.